# Boconnoc
Boconnoc est une paroisse civile des Cornouailles, en Angleterre.